# Єврейська республіканська партія
Єврейська республіканська партія — єврейська політична партія консервативної орієнтації на території Першої Чехословаччини, точніше у Підкарпатській Русі, яка брала участь у крайових виборах 1928 року та регіональних виборах 1935 року і в національній політиці була союзником Чехословацьких аграріїв.

## Історія

### Консервативні єврейські течії на сході держави
Партія стала продовженням консервативних єврейських політичних формувань, що виникли на Підкарпатській Русі з початку 1920-х років. На той час це були Єврейська консервативна партія та Союз євреїв-хліборобів Підкарпатської Русі. Перед муніципальними виборами 1923 р. ці течії тимчасово об'єдналися з представниками сіоністів та їхньої Єврейської громадянської партії Підкарпатської Русі в союз під назвою Єврейська партія Підкарпатської Русі. Вона досягла успіху на муніципальних виборах. Однак у 1924 році цей союз розпався. На додаткових парламентських виборах у Підкарпатській Русі в 1924 р. ортодоксальна та аграрна єврейська течії балотувалися як Єврейська демократична партія, тоді як сіоністський залишок пішов на вибори як Єврейська народна партія. На парламентських виборах 1925 року консервативне єврейство було представлено Єврейською економічною партією. Вона використовувала свою близькість до чехословацьких аграріїв і, хоча не здобула місць у парламенті, зберегла сильний вплив на місцевому рівні.

### Утворення Єврейської республіканської партії
Єврейська економічна партія зникла незабаром після виборів 1925 року, але ідеологічна течія, яку вона представляла, продовжувала існувати на сході держави. На регіональних виборах 1928 року на Підкарпатській Русі була створена Єврейська республіканська партія на чолі з Моріком Гутманом. З 1927 року цей політичний напрям мав підтримку в газеті «Jüdische Zeitung», що видавалася в Мукачеві, і був підтриманий багатьма ультраортодоксальними рабинами. На виборах 1928 року єврейські республіканці досягли успіху і, набравши понад 14 000 голосів, стали найсильнішою єврейською партією в цій найсхіднішій області Чехословаччини. Сіоністська Єврейська партія набрала менш як 7 000 голосів. Велику частку єврейських виборців також отримала Чехословацька партія профспілок, яка включила кількох євреїв до свого списку кандидатів. Завдяки їхньому результату єврейські республіканці отримали мандат у провінційних зборах. Проте сіоністи та чехословацькі ліві партії розкритикували результати виборів і вказали, що аграрна партія підкуповує виборців. Звинувачення сіоністів проти віцегубернатора Підкарпатської Русі Антоніна Розсипала зберігалися, оскільки вже після виборів 1925 року стверджувалося, що він передав 100 000 чеських крон Єврейській економічній партії на виборчі витрати від імені аграріїв з Праги.
На парламентських виборах 1929 р. Єврейська республіканська партія вже не балотувалася самостійно, а підтримувала чехословацьких аграріїв. У результаті партія Антоніна Швегли здобула більш ніж удвічі більше, ніж на виборах 1925 року на Підкарпатській Русі, і стала найсильнішим політичним суб'єктом країни. сіоністська Єврейська партія отримала представництво в парламенті на цих виборах, але несіоністські єврейські сили зберегли значний вплив у Підкарпатській Русі. На регіональних виборах 1935 року Єврейська республіканська партія балотувалася самостійно і, набравши 18 300 голосів, отримала мандат до обласної ради (його зайняв Олександр Кроо). Через конкуренцію за голоси євреїв із торговою партією Єврейська республіканська партія тактично змінила назву на Республіканську єврейську партію бізнесу та торгівлі. Тоді сіоністи (Єврейська партія) балотувалися в союзі з Чехословацькою соціал-демократичною робітничою партією, а також на паралельних парламентських виборах 1935 року, на яких Єврейська республіканська партія знову підтримала чехословацьких аграріїв. Діяльність Єврейської республіканської партії припинилася на сході республіки восени 1938 р., коли Підкарпатська Русь стала автономним утворенням, яке втратило елементи партійної політичної конкуренції.

## Результати виборів

### Крайова Рада Підкарпатської Русі
| Вибори   | Голоси | Голоси | Мандати | Мандати | Позиція |
| Вибори   | Абс.   | %      | Абс.    | ±       | Позиція |
| -------- | ------ | ------ | ------- | ------- | ------- |
| 1928 рік | 14 302 | 5.9    | 1 / 12  | ▲ 1     | ▲ 5.    |
| 1935 рік | 18 279 | 6.2    | 1 / 12  | ▬ 0     | ▬ 5.    |